# Área de Proteção Ambiental Estadual das Águas Vertentes
A Área de Proteção Ambiental Estadual das Águas Vertentes, ou simplesmente APA das Águas Vertentes, situada no estado de Minas Gerais, foi criada juntamente com o Parque do Pico do Itambé em 1998. A área se localiza na região do Alto Jequitinhonha e ocupa um terreno de 76.310 hectares, adentrando os municípios de Serro (40.930 h), Santo Antônio do Itambé (11.870 h), Serra Azul de Minas (8.627 h), Couto de Magalhães de Minas (8.275 h), Diamantina (2.889 h), Rio Vermelho (2.309 h) e Felício dos Santos (1.410 h).
[carece de fontes?]
O perímetro da APA foi definido levando-se em consideração um entorno de cerca de 10 quilômetros do Parque Estadual do Pico do Itambé. A região é um vertedouro natural de água para todo o Jequitinhonha e Rio Doce, encontrando-se lá as nascentes dos rios: Rio Jequitinhonha, Rio Araçuaí, Rio Vermelho (Rio Suaçuí), Rio Guanhães, Rio Capivari, Rio Preto do Itambé e Rio do Peixe, entre outros.
Quanto à cobertura vegetal, a APA é rica e diversificada. Situada dentro do ecossistema dos cerrados, a área apresenta campos de cerrado, cerradões, matas de galeria e os campos rupestres ou de altitude. Nas áreas de campos naturais encontram-se as sempre-vivas, uma das fontes de renda da região, mas que sempre foi explorada de forma predatória, sem qualquer benefício para os municípios produtores. As sempre-vivas deverão ser, certamente, objeto de estudos e pesquisas, visando criar meio alternativo de produção. Junto às nascentes e veios de água encontram-se matas exuberantes que protegem os mananciais. Nos campos rupestres predominam as espécies epífitas de orquídeas e bromélias, com enorme variedade de forma, tamanho e colorido, bem como as canelas-de-ema, gramíneas, euricauláceas e outras espécies adaptadas ao ambiente.
A fauna local, apesar da caça e do desmatamento indiscriminados na região, ainda é composta por importantes espécies típicas do cerrado, como a onça, tatus, veados, jacarés, mocós e inúmeros tipos de aves e peixes.